# Geneviève Damas
 (décembre 2021).
Si vous disposez d'ouvrages ou d'articles de référence ou si vous connaissez des sites web de qualité traitant du thème abordé ici, merci de compléter l'article en donnant les références utiles à sa vérifiabilité et en les liant à la section « Notes et références ».
Pour les articles homonymes, voir Damas (homonymie).
Geneviève Damas, née en 1970 à Bruxelles, est une dramaturge, romancière, comédienne et metteuse en scène belge. 

## Biographie
Geneviève Damas a fait une licence en droit à l'Université catholique de Louvain où elle s'est investie dans le Kot à projet Ardoise.  
Après ses études en droit, elle suit une formation de comédienne au Conservatoire royal de Bruxelles, à l'Institut des arts de diffusion (IAD) et à la Central School of Speech and Drama de Londres. Elle se tourne ensuite vers différents métiers du théâtre où elle est comédienne, metteuse en scène, adaptatrice puis autrice dramatique en Belgique et en France. Pour mettre en œuvre son projet artistique, elle crée en 1998 à Bruxelles la Compagnie Albertine.  
En 1999, elle organise à Bruxelles les soirées « Portées-Portraits », événements littéraires et musicaux qui proposent la découverte d'œuvres d'écrivains contemporains.
Elle écrit une vingtaine de pièces pour le théâtre, que souvent elle interprète comme Molly à vélo (2004), Prix du Théâtre/meilleur auteur 2004, Coup de Cœur des Lycéens de Loire-Atlantique 2006 ; Stib (2007), Prix littéraire du Parlement de la Communauté française de Belgique, finaliste du Prix des Metteurs en scène en Belgique ; Paix nationale/nationale vrede, commande du Théâtre le Public (2010) ; La Solitude du mammouth (2017).
Son premier roman, Si tu passes la rivière obtient, entre autres, le Prix Victor Rossel 2011 en Belgique, et le Prix des Cinq Continents de la Francophonie 2012. En 2017, Patricia et, en 2019, Bluebird paraissent aux éditions Gallimard
Elle anime chaque année plusieurs ateliers d’écriture et théâtre, dont certains pour des publics adultes. Elle se fait également chroniqueuse occasionnelle pour les quotidiens Le Soir et La Libre.
Depuis la saison 2019-2020, elle est artiste associée au Théâtre Les Tanneurs.
Elle est lauréate du Prix Littéraire des Jeunes Européens dans la catégorie « Auteur européen d'expression française » en 2023 avec son livre Jacky.

## Hommages et distinctions
La distinction suivante lui a été décernée en 2024 :
- Commandeur de l'ordre de la Couronne[2].

## Œuvres

### Théâtre
- Molly à vélo, Carnières, Belgique, Éditions Lansman, coll. « Nocturnes théâtre », 2004, 48 p.  (ISBN 2-87282-457-X)

- Prix du Théâtre - Meilleur Auteur 2004
- L'épouvantable petite princesse, Carnières, Belgique, Éditions Lansman, coll. « Lansman jeunesse », 2007, 64 p.  (ISBN 978-2-87282-590-5)[3]
- Molly au château, Carnières, Belgique, Éditions Lansman, coll. « Nocturnes théâtre », 2007, 60 p.  (ISBN 978-2-87282-608-7)
- STIB[4], Carnières, Belgique, Éditions Lansman, coll. « Théâtre à vif », 2009, 48 p.  (ISBN 978-2-87282-710-7)

- Prix littéraire du Parlement de la Communauté française de Belgique
- Paix Nationale / Nationale Vrede, texte en français avec traduction en néerlandais par Marie-Pierre Devroedt, Carnières, Belgique, Éditions Lansman, 2012, 106 p.  (ISBN 978-2-87282-879-1)
- La Solitude du mammouth, Manage, Belgique, Éditions Lansman, 2017, 48 p.  (ISBN 978-2-8071-0154-8)
- Quand tu es revenu, Manage, Belgique, Éditions Lansman, 2021, 56 p.  (ISBN 978-2-8071-0319-1)

### Nouvelles
- Benny, Samy, Lulu et autres nouvelles, Avin, Belgique, Éditions Luce Wilquin, coll. « Euphémie », 2014, 96 p.  (ISBN 978-2-88253-478-1)
- Avenue de l'Aviation, Belgique, Double Jeu, "Les Bâtisseurs", 2019, p147-154

### Romans
- Si tu passes la rivière, Avin, Belgique, Éditions Luce Wilquin, coll. « Sméraldine », 2011, 128 p.  (ISBN 978-2-88253-424-8)[6],[7]

- Prix Victor Rossel 2011
- Prix des cinq continents de la Francophonie 2012
- Histoire d’un bonheur, Paris, Éditions Arléa, 2014, 202 p.  (ISBN 978-2-363-08043-1)

- Prix Rossel du plus beau regard sur les êtres, dans les Prix des Lycéens de la Communauté Wallonie-Bruxelles 2015
- Patricia, Paris, Éditions Gallimard, 2017, 136 p.  (ISBN 978-2072731792)
- Monsieur André, Neufchâteau, Éditions Weyrich, 2018, 94 p.  (ISBN 978-2874894695)
- Bluebird , Paris, Éditions Gallimard, 2019, 155 p.  (ISBN 978-2-07-285340-1)

- Prix des Lycéens de la Fédération Wallonie-Bruxelles 2021
- Molly, Carnières, Éditions Lansman, 2020, 117 p.  (ISBN 978-2-8071-0293-4)

- Prix Libbylit 2020 délivré par l' IBBY, catégorie Roman ado
- Jacky, Paris, Éditions Gallimard, 2021, 160 p.  (ISBN 978-2-07-292456-9)

- Prix d'Honneur Filigranes 2021
- Strange, Paris, Éditions Grasset, 2023, 180 p.  (ISBN 978-2-246-83497-7)